# OS X v10.8
OS X 10.8, kodnamn Mountain Lion, är en version av Unix-operativsystemet Mac OS, utvecklat av Apple för företagets persondatorer. Versionen var planerad att tillgängliggöras i slutet av sommaren 2012 och fick en säljstart 25 juli 2012. Apple utannonserade systemversionen inklusive katt-namnet i samband med att den första förhandsversionen till utvecklare släpptes den 16 februari 2012. Mountain Lion är en vidareutveckling av Lion och många av nyheterna är hämtade från iOS 5 som exempelvis iMessage, Twitter-integrering, Game Center, notiscenter med mera.

## Installation

### Allmänt
Apple meddelade i samband med Developer Preview-utgivningen i februari 2012 att uppgradering till version 10.8 kommer att bli möjlig via Mac App Store. Samtidigt meddelade Apple att Mac OS X fortsättningsvis kommer att byta namn till OS X. Under öppningsanförandet av Apples årliga utvecklarkonferens den 11 juni 2012 meddelades det att både Mac OS X 10.6 och 10.7 kommer att kunna uppgraderas till version 10.8 via Mac App Store. Föregångaren – Mac OS X 10.7 Lion – släpptes även som ett USB-minne, men en sådan distribution av 10.8 Mountain Lion förväntas ej ske. Det amerikanska priset för version 10.8 på Mac App Store offentliggjordes 11 juni 2012: 19,99 dollar, vilket är 10 dollar mindre än priset för system 10.7. Det svenska priset för OS X 10.8 blev 149 kronor.
Mac-datorer som tillverkas efter att version 10.8 är klar kommer att ha versionen förinstallerad.

### Språk
OS X v10.8 fanns vid lanseringen tillgänglig med menyer och annan text på 28 språk. Dessa var arabiska, danska, engelska, finska, franska, grekiska, hebreiska, italienska, japanska, katalanska, kinesiska, koreanska, kroatiska, nederländska, norska (bokmål), polska, portugisiska, rumänska, ryska, slovakiska, spanska, svenska, thai, tjeckiska, turkiska, tyska, ukrainska och ungerska.
Uppdateringen till 10.8.2 stödde även följande språk (åtminstone som inmatningsspråk): en andra version av kinesiska, albanska, brasiliansk portugisiska, brittisk engelska, bulgariska, estniska, indonesiska, isländska, lettiska, litauiska, malajiska, makedonska, montenegrinska, slovenska och vietnamesiska. Däremot nämndes här inte katalanska.

## Systemkrav
Systemkravet för slutkundutgåvan av version 10.8 var ej spikad då Developer Preview släpptes den 16 februari 2012, men flera medier rapporterade strax efteråt att några av de äldre Mac-datorerna som uppfyller systemkravet för föregångaren 10.7 kommer ej att uppfylla kravet för 10.8. I slutet av mars 2012 rapporterades det att systemkravet hade höjts ytterligare eftersom ett krav för att kunna starta datorn med 64-bitars kärna hade införts. I samband med Apples egen utvecklarkonferens i juni 2012 presenterades systemkravet för OS X 10.8:
- Imac ("Mid 2007" med modellidentifierare eller nyare)
- Macbook ("Late 2008 Aluminum", eller "Early 2009" eller nyare)
- Macbook Pro ("Mid/Late 2007" eller nyare)
- Macbook Air ("Late 2008" eller nyare)
- Mac mini ("Early 2009" eller nyare)
- Mac Pro ("Early 2008" eller nyare)

Systemkravet för OS X 10.8 innebär att åtminstone en Lion-kompatibel (Mac OS X 10.7) modell per datorserie inte kommer att kunna uppgraderas till version 10.8.

## Förändringar och förbättringar
- Icloud: OS X 10.8 blir första systemet med Icloud-stöd för start. Föregående systemet 10.7 fick stödet i en vidareutvecklad version.
- Messages: ersätter Ichat men behåller funktionerna och adderar kommunikationssättet Imessage.
- Reminders:
- Notes:
- Notification Center: lånad funktion från IOS 5.
- Share Sheets:
- Twitter: integrering med operativsystemet.
- Facebook: integrering med operativsystemet. Till skillnad från Twitter-integreringen kom Facebook-integreringen med uppgraderingen 10.8.2.
- Game Center:
- AirPlay Mirroring: datorns skärmbild kan speglas via trådlös förbindelse till en HDTV som har en ansluten Apple TV.
- Gatekeeper: bättre möjlighet till automatisk eller manuell kontroll av digitala signaturer och certifikat för ökad säkerhet i samband med installation av ny mjukvara.
- Software Update: möjlighet att automatiskt ladda ner appar som har köpts på en annan Mac med samma Icloud-konto.[8]
- Kina-anpassning:
- Dictation & Speech: Ger dig möjlighet att tala in text.

## Borttagna funktioner
- X11 blir frivillig installation.[9]

## Versionshistorik
Utvecklarversioner:
- 16 februari 2012: 10.8 Developer Preview
- 16 mars 2012: 10.8 Developer Preview 2 (Build 12A154q) [10]
- 18 april 2012: 10.8 Developer Preview 3 (Build 12A178q) [11][12]
- 11 juni 2012: 10.8 Developer Preview 4 ("WWDC-versionen", "near final beta", Build 12A239)[13]
- 9 juli 2012: 10.8 Golden Master (Build 12A269)[14]

Konsumentversioner:
| Version | Build                   | Datum             | Noteringar                                               | Fristående nedladdning   | Uppdatering                                                 |
| ------- | ----------------------- | ----------------- | -------------------------------------------------------- | ------------------------ | ----------------------------------------------------------- |
| 10.8    | 12A269 (GM) Darwin 12.0 | 25 juli 2012      | Ursprunglig Mac App Store-release                        | Endast via Mac App Store | Mac OS X 10.6.8 eller senare krävs.                         |
| 10.8.1  | 12B19 Darwin 12.1       | 23 augusti 2012   | Ännu ingen Facebook-integration.                         |                          | Via Software Update/Mac App Store, eller via Knowledge Base |
| 10.8.2  | 12C54 Darwin 12.2       | 19 september 2012 | Facebook-integration som huvudnyhet.                     |                          | Via Software Update/Mac App Store, eller via Apple Support  |
| 10.8.3  | 12D78 Darwin 12.3       | 14 mars 2013      | Boot Camp har stöd för Windows 8.                        |                          | Via Software Update/Mac App Store, eller via Apple Support  |
| 10.8.4  | 12E55 Darwin 12.4       | 4 juni 2013       | Förbättrad kompatibilitet med Microsoft Exchange Server. |                          | Via Software Update/Mac App Store, eller via Apple Support  |
| 10.8.5  | 12F37 Darwin 12.x       | 12 september 2013 | Bättre AFP-prestanda via 802.11ac, med mera.             |                          | Via Software Update/Mac App Store, eller via Apple Support  |

## Recensioner och genomgångar av Mountain Lion
- Ars Technicas djupgående genomgång av Mountain Lion i juli 2012 (engelska)

## Uppföljare till OS X Mountain Lion
I juni 2013 annonserade Apple att OS X v10.9 med kodnamn Mavericks skall släppas under hösten 2013.